# Loxosceles huasteca
Loxosceles huasteca là một loài nhện trong họ Sicariidae.
Loài này thuộc chi Loxosceles. Loxosceles huasteca được miêu tả năm 1983 bởi Gertsch & Ennik.